# Edmilsa Governo

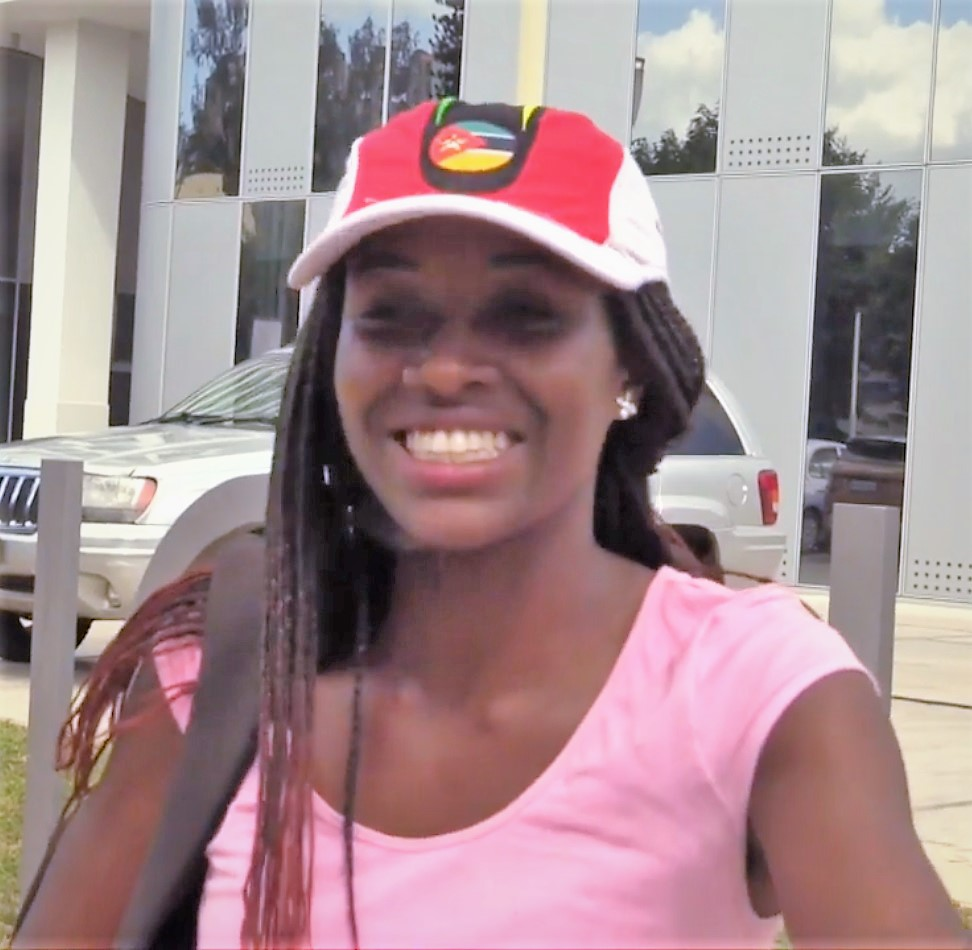
Edmilsa Governo, 2017

Edmilsa Luciano Governo (* 28. Februar 1998 in Maputo, Mosambik) ist eine mosambikanische Athletin. Governo gilt in ihrer Disziplin aufgrund ihrer zahlreichen Medaillenerfolge als eine der besten Leichtathletinnen ihres Landes.
Governo trainiert bereits seit dem Alter von sieben Jahren. Sie leidet seit ihrer Geburt an partieller Sehbehinderung und kann nur bis zu 50 Meter weit sehen. Sie beklagte sich über Mobbing an ihrer Schule. Seit 2012 trainiert sie für den Sportverein Clube de Desportos Matchedje de Maputo. Seit 2014 besucht sie die Handelsschule in Maputo und studiert dort Rechnungswesen.
Bei den Jogos da CPLP 2012 in Mafra (Portugal) errang Governo drei Goldmedaillen in den Disziplinen 100, 200 und 400 Meter. Bei den Leichtathletik-Weltmeisterschaften der Behinderten 2015 in Doha errang sie die Bronzemedaille über 400 Meter (T12) mit einer Zeit von 58,68 s.
2016 nahm Edmilsa Governo als einzige mosambikanische Sportlerin an den Paralympischen Spielen 2016 in Rio de Janeiro teil, sie erhielt dafür ein Stipendium des brasilianischen Unternehmens Odebrecht. Sie trat sowohl in den Disziplinen 100-Meter-Lauf (T12) und 400-Meter-Lauf (T12) an. Sie hatte sich im März 2016 beim „Meeting“ in Tunis (Tunesien) für die Spiele qualifiziert. In der ersten Disziplin schied sie mit einer Zeit von 12,35 s im Halbfinale (Platz 3) aus. In der Disziplin Sprint über 400 Meter (T12) gewann sie im Finale die Bronzemedaille mit einer Zeit 53,89 s und stellte damit gleichzeitig einen neuen afrikanischen Rekord auf. Governo errang damit die erste paralympische Medaille überhaupt für ihr Land.